# López (Santa Fe)
López es una localidad y comuna argentina del departamento San Jerónimo en la provincia de Santa Fe. 
Está situada a 100 km de la capital provincial, Santa Fe de la Vera Cruz.
La comuna fue creada el 20 de mayo de 1896.

## Población
Cuenta con 1,535 (750 varones, 785 mujeres) habitantes (Indec, 2010), lo que representa un incremento frente a los 1,467 habitantes (Indec, 2001) del censo anterior.
| Gráfica de evolución demográfica de López entre 1887 y 2010                                             |
| |
| Fuente: censos nacionales del INDEC, censo nacional de 1960, Censo provincial 1980, Censo Nacional 2010 |

## Situación geográfica

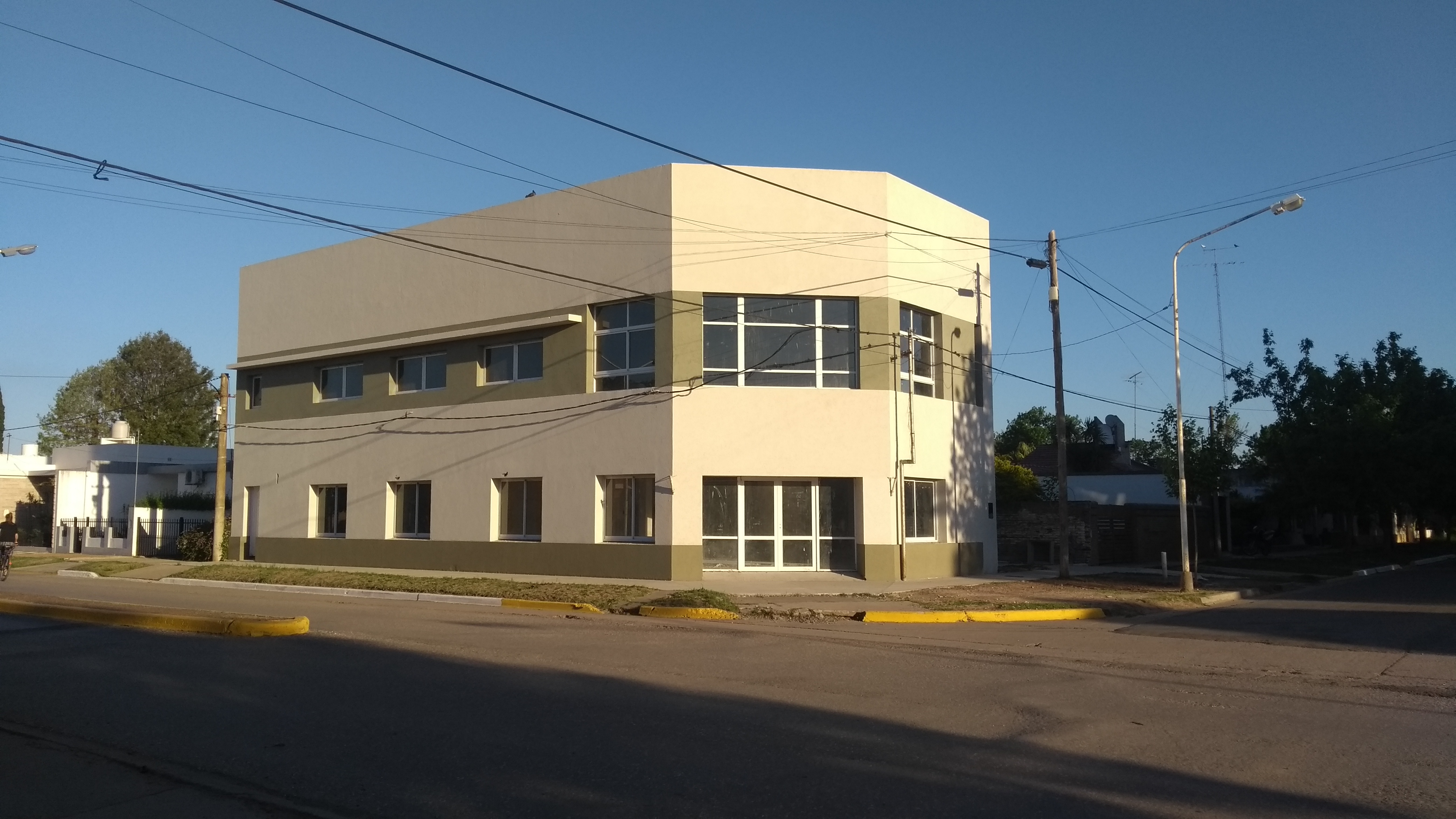
Edificio comunal de López.

López es cabecera del distrito comunal de igual nombre. Su superficie abarca 13 000 hectáreas.
Los límites son:
- al Norte: el límite Sur de la colonia Santa Clara de Buena Vista prolongada hasta el Arroyo Colastiné;
- al Este, el Arroyo Colastiné y el límite Oeste del distrito Loma Alta;
- al Sur, el límite Norte de Campo Piaggio y el límite Norte la jurisdicción de Loma Alta;
- al Oeste, el límite Este de Campo Quiñone y el límite Este de Colonia Belgrano.

| Noroeste: Arroyo Los Corralitos | Norte: Santa Clara de Buena Vista | Noroeste: Arroyo Colastiné |
| Oeste: Colonia Belgrano         |                                   | Este: Loma Alta            |
|                                 | Sur: Campo Piaggio                |                            |

## Transporte

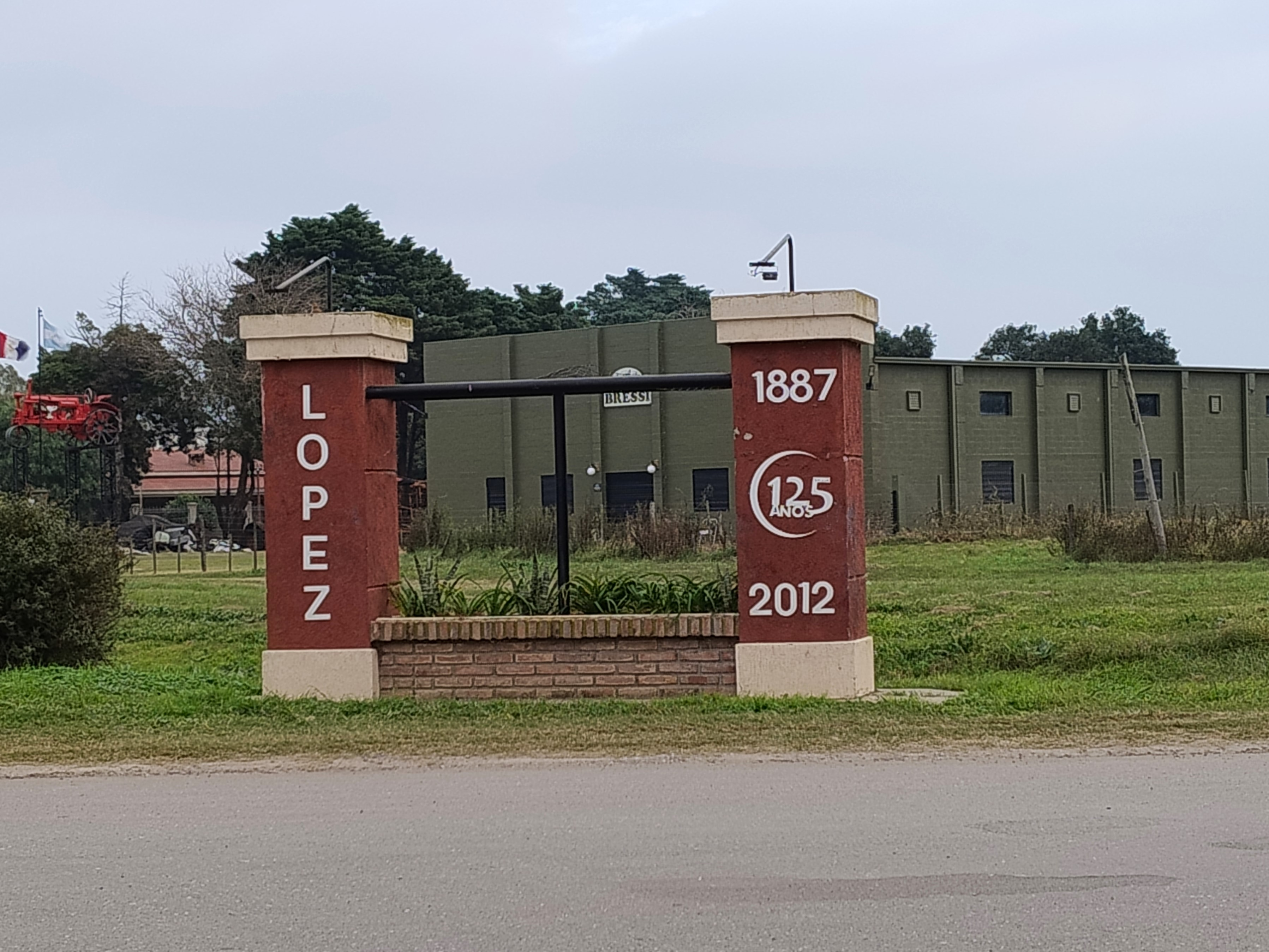
Acceso desde ruta provincial 10.

El Municipio de López está atravesado de norte a sur por la ruta provincial 10, en la cual está ubicado su ingreso principal, y de este a oeste por la ruta provincial 64.
Además, a la par de la Ruta 10, están las vías del FC Mitre. Por éstas vías circula 4 veces a la semana el servicio "El Tucumano", que une la estación Retiro Mitre con Tucumán Mitre. En la estación San Martín de Tours (así llamada desde 1950) no se detienen formaciones de pasajeros.

## La colonización del lugar
Los primeros colonos que van a formar la colonia de López, se asientan como arredentarios de Mariano López.    
Eran inmigrantes procedentes de las regiones del norte de Italia, principalmente de Piamonte.    
El primer censo general de Santa Fe, realizado en junio de 1887 dice que la población de Colonia de López estaba constituida por:    
| País              | Personas |
| ----------------- | -------- |
| Alemania          | 2        |
| Argentina         | 64       |
| Austria           | 1        |
| Dinamarca         | 2        |
| Francia           | 3        |
| Italia            | 227      |
| Suiza             | 15       |
| Total inmigrantes | 250      |
| Total habitantes  | 314      |

## Fauna[4]
Entre las aves más comunes de encontrar en López aparecen chimangos, caranchos, benteveos, calandrias, lechuzas, horneros, cardenales y tacuaritas.
Por parte de los reptiles, podemos hallar gran variedad de víboras, iguanas y lagartijas.
También se pueden encontrar batracios, tales como ranas y sapos.

## Flora[4]
López es parte de una extensa llanura que por sus tierras fértiles, son usadas para el cultivo y la explotación ganadera.
Los árboles que abundan en la zona son los paraísos, eucaliptos, entre otras hierbas y arbustos.

## Fiesta del Tractor
Se realiza desde el mes de octubre del año 2006. La principal atracción de la fiesta es una gran colección de tractores antiguos en perfecto estado y puestos en funcionamiento, perteneciente a varios integrantes de la familia Bressi (muy tradicional de la localidad). Esta fiesta convoca a mucha gente de zonas aledañas y también de provincias vecinas.
Dentro de la colección, se pueden encontrar tractores de diversas marcas, como Munktell, David Brown, Hart Parr, Oliver, Orenstein & Koppel, Fiat, IAME, Daimler Benz, Deutz, Lanz, MAN, Hanomag, Röhr, HSCS, John Deere, Case, Twin City y algunos artesanales hechos por los propios organizadores.

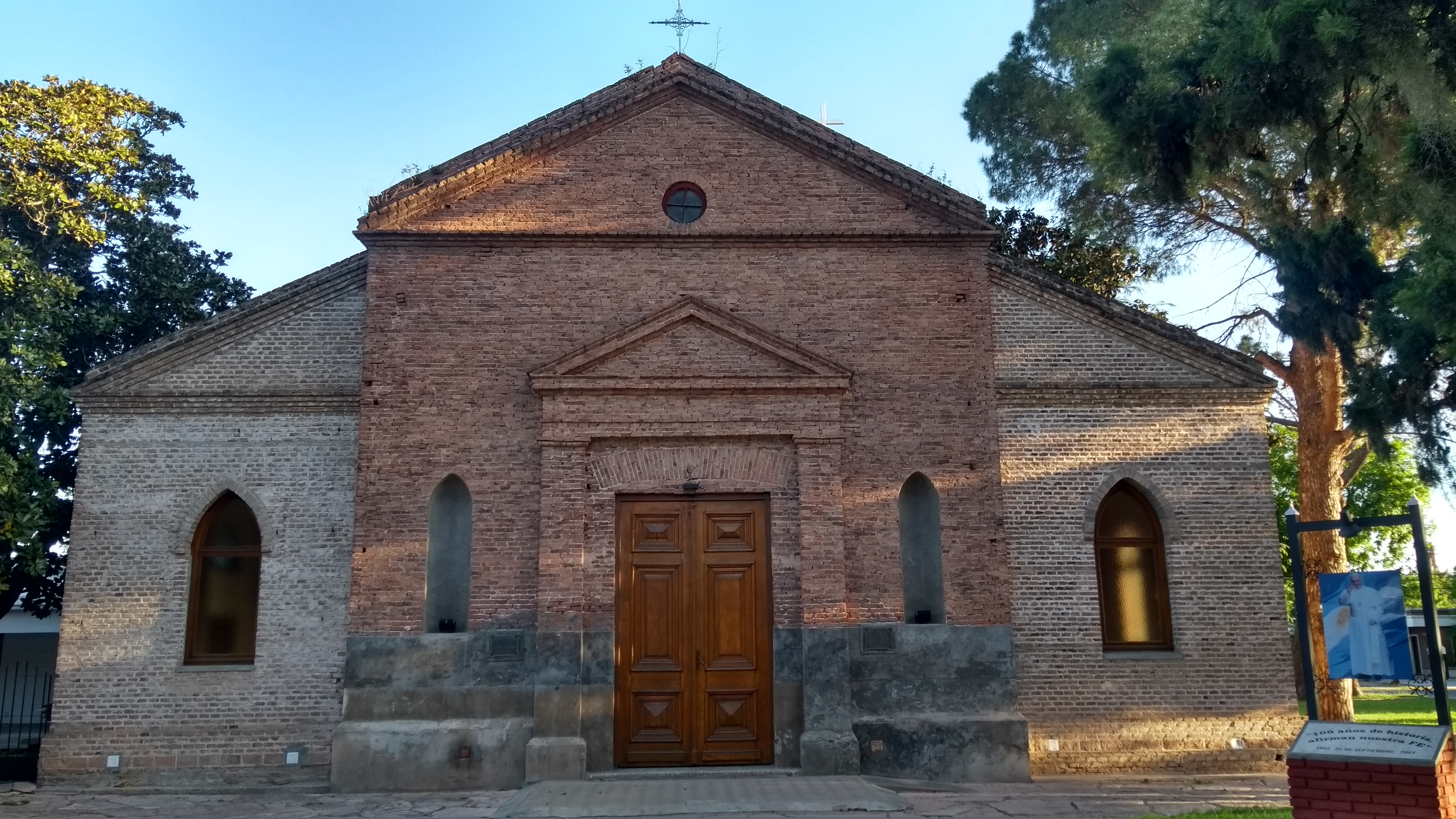
Templo católico de López.

## Deporte
El club de fútbol del pueblo es Argentino de López que participa en la Liga Esperancina de Fútbol.

## Euforia

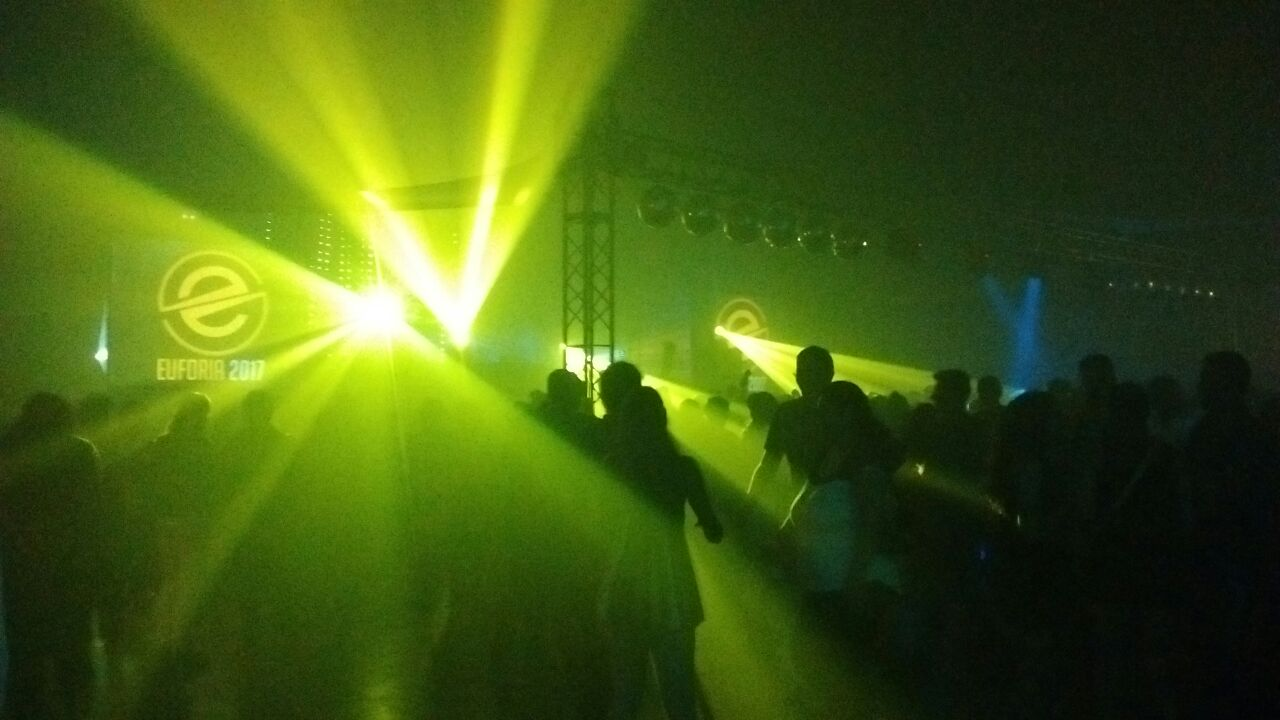
Personas bailando en la quinta edición de la fiesta, realizada en febrero de 2017

Como iniciativa de un grupo de jóvenes de la localidad, se realizó desde 2013 hasta 2019 una fiesta al aire libre en colaboración con todas las instituciones del pueblo. Destinada a la diversión de los jóvenes, cuenta con la presencia de cientos de personas de toda la región.